# بيتش كرافت سي-12 هورون
بيتش كرافت سي-12 هورون (بالإنجليزية: Beechcraft C-12 Huron)‏ هي طائرة عسكرية بمحركين أنتجت في 1974 بالولايات المتحدة. من صناعة بيتشكرافت. وسعر الطائرة الواحدة منها هو 6 ملايين دولار.

## المستخدمون
- القوات الجوية الأمريكية
- القوات البرية للولايات المتحدة
- قوات مشاة بحرية الولايات المتحدة
- بحرية الولايات المتحدة